# 5846 Hessen
5846 Hessen este un asteroid din centura principală de asteroizi.

## Descriere
5846 Hessen este un asteroid din centura principală de asteroizi. A fost descoperit pe 11 ianuarie 1989 la Tautenburg de Freimut Börngen. El prezintă o orbită caracterizată de o semiaxă mare de 2,44 ua, o excentricitate de 0,14 și o înclinație de 1,6° în raport cu ecliptica.